# Bánh mì

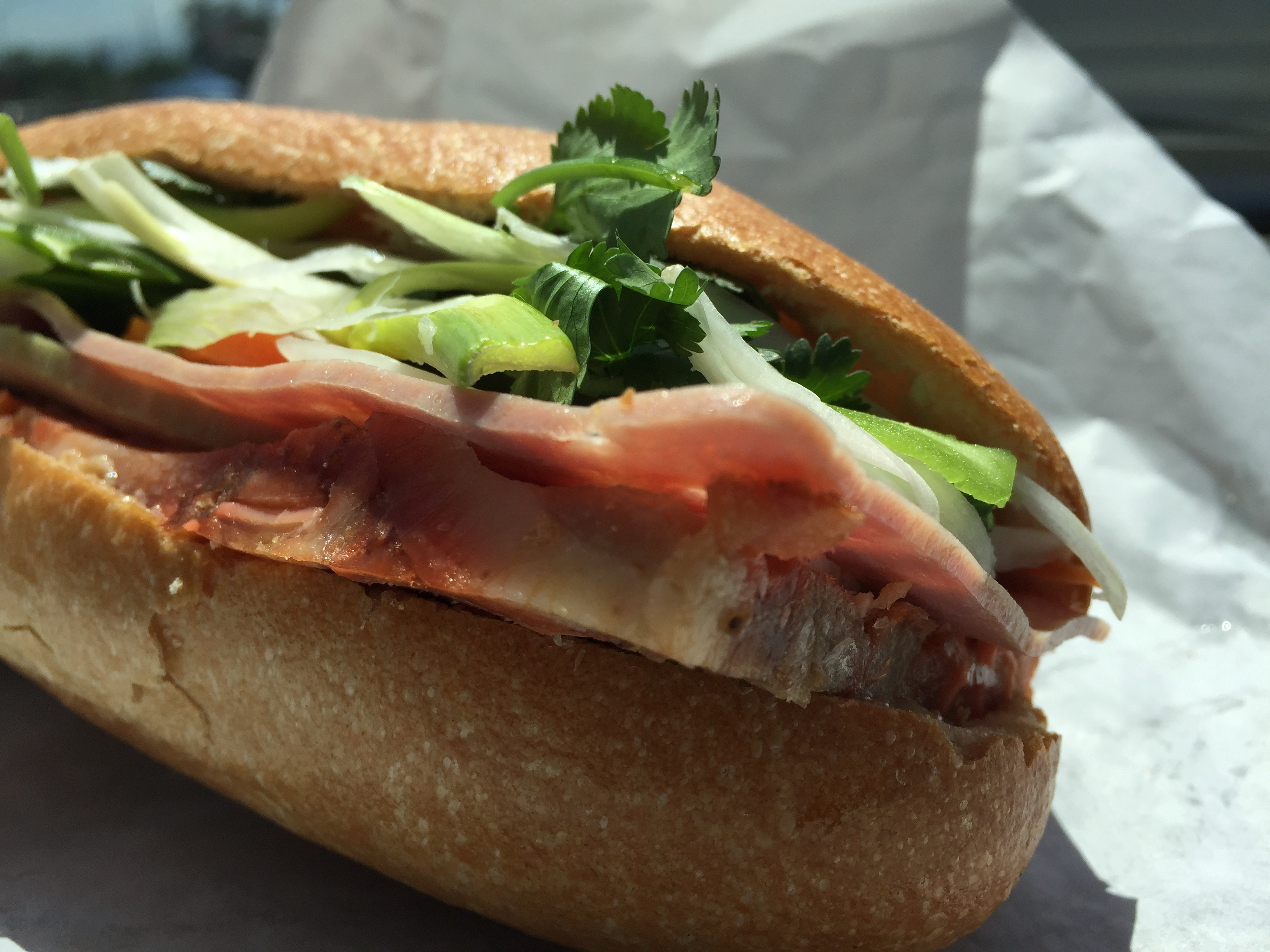
Bánh mì

Bánh mì (ˈbɑːn miː) ist der vietnamesische Begriff für Brot. Im internationalen Gebrauch bezeichnet der Begriff eine bestimmte Art von belegtem Brot. Das Baguette, das meist für Bánh mì verwendet wird, war während des Kolonialismus von den Franzosen in Indochina eingeführt worden und hat sich zur beliebtesten Brotform entwickelt. Im Gegensatz zum französischen Baguette ist das vietnamesische Bánh mì etwas luftiger und hat eine dünnere Kruste, was an beigemischtem Reismehl liegt.
Bánh mì wird in zahlreichen Ländern als Vietnamesisches Sandwich, in den USA auch als Vietnamesischer Po’boy bezeichnet. Das Bánh mì kombiniert Zutaten aus der französischen Küche mit Produkten aus der vietnamesischen Küche, wie langem Koriander, Fischsauce und eingelegten Karotten. Oft wird Banh mi auch mit Rührei serviert, das meist mit Schnittlauch zubereitet wird.
2011 wurde der Begriff Bánh mì ins Oxford English Dictionary aufgenommen. Am 24. März 2020 würdigte die Suchmaschine Google Bánh mì mit einem Google Doodle.

## Geschichte
Im 18. Jahrhundert wurde das heutige Vietnam vom Zweiten französischen Kaiserreich kolonialisiert und war fortan Teil der Fédération Indochinoise. Mit der französischen Präsenz ging die Exposition der vietnamesischen Bevölkerung gegenüber französischem Kulturgut einher. In der Zeit der Nguyễn-Dynastie wurde auch in Vietnam Baguette gegessen. Damals wurde Bánh mì als bánh tây, also Brot nach westlicher Art, bezeichnet. Diese Baguettes wurden zunächst nur aus importiertem Weizen hergestellt und waren für die meisten Einheimischen ein Luxusgut. Nach dem Ersten Weltkrieg begannen die Bäcker jedoch aufgrund von Schwierigkeiten bei der Einfuhr von Weizen, billigeres Reismehl zu verwenden, wodurch das Brot weicher wurde. Im Zuge der Teilung Vietnams kam es zu größeren Bevölkerungswanderungen zwischen Südvietnam und Nordvietnam, die auch die lokale Küche in Saigon veränderten. Vorreiter dieser Bewegung waren unter anderem Migranten, die dort im Distrikt 3 das „Hòa Mã“ eröffneten. Die Besitzer dieses Ladens servierten das Brot so, dass Fleisch, Pastete, Gewürzgurken und Eier in der Mitte eines Brotlaibs aufgeschichtet wurden. Statt bánh tây wurde dieses Gericht Bánh mì genannt. Bánh mì bedeutet Weizenbrot, da „mì“ Weizen auf Vietnamesisch heißt.
Als vietnamesische Flüchtlinge in die USA kamen, brachten sie das Bánh-mì-Sandwich mit. In den 1990er Jahren wurde es vor allem in „Little Saigon“ im kalifornischen Orange County sowie in den Südstaaten verkauft. So wurde es zu einem beliebten Snack unter jungen Amerikanern.

## Bánh-Mì-Arten
- Bánh mì thịt ist das beliebteste Brot in Saigon. Der Verkäufer schneidet das Brot der Länge nach auf und füllt es mit Fleisch, Butter, Pastete, Frühlingsrollen, Aufschnitt, etwas Koriander, Gemüse, Essiggurken und Chili.[7][8]

- Bánh mì xá xíu: das mit Schweinebauch (süßes und salziges Schweinefleisch mit Sojasoße, ähnlich wie Char Siu) gefüllt ist, dem einige Laksa-Blätter und Dill-Chili-Soße oder Brühe (Bratensoße) hinzugefügt werden.[9]

- Bánh mì kem: ist ein Baguette mit Sahne und zerstoßenen Erdnüssen. Der Verarbeiter schneidet in die Mitte des Kuchens und schöpft löffelweise Kokosnusscreme, Vanille, Taro (je nach Wahl des Essers) und streut dann Erdnüsse darüber.[10]

- Bánh mì thịt bò đen: ist eine Art Brot mit trockener Füllung aus schwarzem Rindfleisch (aus sorgfältig marinierter Rinderleber und -milz), Soße, Erdnüssen und Vietnamesischem Koriander (Persicaria odorata).[11][12]

- Bánh mì trứng: ist ein Omelett-Sandwich. Eier werden in kleinen gusseisernen Pfannen gebraten, so dass die Ränder scharfkantig sind, halb roh, halb mit Eigelb gekocht, serviert mit Essiggurken, Sojasauce, Chilisauce. Aufgrund der einfachen und schnellen Verarbeitung ist diese Sorte in den meisten Bäckereien erhältlich.[13]

- Bánh mì que: Dieses Gebäck ist stäbchenförmig, kann Fleisch- und Gemüsesorten enthalten und schmeckt gut, wenn es mit Soße gegessen wird (falls vorhanden). Da es immer heiß gebacken wird, ist die Kruste beim Verzehr knusprig. Brotstangen haben ihren Ursprung in der Stadt Hải Phòng.[14]

- Bánh mì thanh long đỏ: ist eine Art Brot aus Drachenfrüchten, das geschaffen wurde, um während der Epidemie landwirtschaftliche Erzeugnisse für den Export zu „retten“. Der Teig wird mit pürierten roten Drachenfrüchten geknetet, dann geformt und wie üblich gebacken.[15] So werden 60 % des Backwassers durch pürierte Drachenfrüchte ersetzt. Der Kuchen hat eine rosafarbene Schale und rosafarbenes, mit schwarzen Kernen gesprenkeltes Fruchtfleisch, ein leichtes Aroma, Geruch und Geschmack sind sehr delikat. Nach dem Schälen, Zerkleinern und Einfrieren kann die Frucht für die Brotherstellung gelagert werden.[16][17] Außerdem gibt es dieses Gericht in drei Geschmacksrichtungen: Drachenfruchtbrot, Avocado-Drachenfrucht und Drachenfrucht mit Taro.[15]